# Athlone Castle (Schiff)
Die Athlone Castle war ein 1936 in Dienst gestelltes Passagierschiff, das für die britische Reederei Union-Castle Line im Passagier- und Postverkehr zwischen Großbritannien und Südafrika eingesetzt wurde. Sie und ihr Schwesterschiff Stirling Castle waren Geschwindigkeits-Rekordbrecher und gehörten zu den größten vor dem Zweiten Weltkrieg gebauten Schiffe der Union-Castle Line. 1965 wurde sie nach knapp 30-jähriger Dienstzeit in Taiwan abgewrackt.

## Geschichte
Das 25.564 BRT große Motorschiff Athlone Castle wurde auf der Werft Harland & Wolff im nordirischen Belfast gebaut. Das 220,98 Meter lange und 25,15 Meter breite Schiff hatte einen Schornstein, zwei Masten und zwei Propeller. Das Schiff wurde von zwei zehnzylindrigen Dieselmotoren von Burmeister & Wain angetrieben, die 24.000 bhp leisteten und eine Geschwindigkeit von 19,5 Knoten erbrachten. Die Passagierunterkünfte waren für 246 Passagiere in der Ersten Klasse und 538 in der Kabinenklasse ausgelegt. Das Schiff wurde nach dem gleichnamigen Schloss in Athlone (Irland) benannt. Die Athlone Castle war das Schwesterschiff der baugleichen Stirling Castle (25.550 BRT), die am 15. Juli 1935 ebenfalls bei Harland & Wolff vom Stapel lief.
Am 28. November 1935 lief die Athlone Castle vom Stapel und wurde von Alice, Countess of Athlone, getauft. Die Fertigstellung des Schiffs erfolgte am 13. Mai 1936. Am 22. Mai 1936 legte die Athlone Castle in Southampton zu ihrer Jungfernfahrt nach Kapstadt ab, wo sie am 7. Juni eintraf. Als sie am 14. April 1937 in Kapstadt einlief, hatte sie die Strecke in der neuen Rekordzeit von 13 Tagen und 51 Minuten zurückgelegt. Am 5. November 1937 war die Athlone Castle das erste Postschiff, das East London anlief. Am 27. Dezember 1940 wurde sie als Truppentransporter abgefordert. Im November 1942 nahm sie unter anderem am Afrikafeldzug teil. In den sechs Jahren, in denen sie im Kriegseinsatz war, beförderte sie insgesamt 148.113 Personen.
Im Jahr 1946 wurde sie für zwei Fahrten zur Repatriierung von Truppen nach Australien und für eine nach Singapur eingesetzt. Am 17. September 1946 wurde sie Belfast zur Neuinstandsetzung übergeben. Im Mai 1947 kehrte die Athlone Castle in den Postverkehr der Union-Castle Line zurück und fuhr in den folgenden Jahren wie vor dem Krieg von England nach Südafrika. Am 23. Juli 1965 lief sie zum letzten Mal in Kapstadt aus. Anschließend wurde sie nach fast 30 Jahren außer Dienst gestellt. Am 16. August 1965 lief das Schiff von Southampton nach Taiwan aus und traf am 13. September 1965 in Kaohsiung ein. Dort wurde sie von der China Steel Corporation verschrottet.